# Wyższa Szkoła Partyjna KPZR
Wyższa Szkoła Partyjna przy KC KPZR (ros. Высшая партийная школа при ЦК КПСС) – kluczowa partyjno-polityczna instytucja edukacyjna w ZSRR odpowiedzialna za szkolenie i przygotowywanie czołowych kadr KPZR i aparatu państwowego, oraz pracowników mediów (radia, prasy i telewizji), która funkcjonowała w Moskwie w latach 1939–1978. Szkołę ukończyło około 10 000 absolwentów oraz ponad 14,5 tysiąca słuchaczy różnego rodzaju szkoleń.

## Historia
Szkoła powstała na bazie Uniwersytetu Komunistycznego im. J.M. Swierdłowa (Коммунистический университет имени Я. М. Свердлова), kursów agitatorów-instruktorów przy Wszechrosyjskim Centralnym Komitecie Wykonawczym (Всеросси́йский Центра́льный Исполни́тельный Комите́т) i Wyższej Szkoły Propagandystów im. J.M. Swierdłowa (Высшая школа пропагандистов имени Я. М. Свердлова). W 1939, nadano jej nazwę Wyższej Szkoły Partyjnej przy KC KPZR.

## Podział organizacyjny
- Katedra historii KPZR (кафедрa истории КПСС)
- Katedra filozofii marksistowsko-leninowskiej (кафедрa марксистско-ленинской философии)
- Katedra naukowego komunizmu (кафедрa научного коммунизма)
- Katedra ekonomii politycznej (кафедрa политической экономии)
- Katedra rozwoju partyjnego (кафедрa партийного строительства)
- Katedra współczesnego międzynarodowego ruchu komunistycznego, robotniczego i ruchu narodowo-wyzwoleńczego (кафедрa современного международного коммунистического, рабочего и национально-освободительного движения)
- Katedra radzieckiej gospodarki (кафедрa советской экономики)
- Katedra ekonomiki rolnictwa (кафедрa экономики сельского хозяйства)
- Katedra prawa państwowego i radzieckiego rozwoju (кафедрa государственного права и советского строительства)
- Katedra dziennikarstwa i literatury, języka rosyjskiego (кафедрa журналистики и литературы, русского языка)
- Katedra języków obcych (кафедрa иностранных языков)

## Siedziba
Na początku szkoła mieściła się w budynku przy ul. Mała Dmitrowka 6 (ул. Малая Дмитровка) а od pierwszej połowy lat została przeniesiona na pl. Mijuskaja 6 (Миусская пл.).